# Baureihe 103
De Baureihe 103, tot 1968 bekend als E03, is een zware en krachtige zesassige elektrische locomotief bestemd voor zeer snelle reizigerstreinen van de DB. De serie 103, met haar gestroomlijnde uiterlijk, was vanaf 1970 het paradepaardje van de DB en tot aan de indienststelling van de Baureihe 101 en de ICE-treinstellen vormde zij de ruggengraat voor het trekken van snelle reizigerstreinen in Duitsland.

## Geschiedenis
De wens voor de aanschaf van een snelle elektrische locomotief door de Deutsche Bundesbahn ontstond in de jaren 1950. Deze locomotieven moesten de vooroorlogse locomotieven van de serie E18 en E19 gaan vervangen en het toen begonnen programma om spoorlijnen om te bouwen voor 200 km/h ondersteunen. In de jaren 1960 werden al snellere locomotieven als E10 en als E10.12 gebouwd. Hierop werd een voorstel als E1 gedaan. Dit voorstel werd niet uitgevoerd en de productie van de E10 werd voortgezet.
Een voorstel van Krupp/AEG was een locomotief met vier motoren van 1250 kW en met asindeling (1Bo)'(Bo1)' of (A1A)'(A1A)'. In 1963 werden in de lopende productie van de E10 twee locomotieven voorzien van een nieuw type draaistel met verschillende uitvoeringen van de zogenoemde Hohlwellen-antrieb. De E10 299 kreeg een Henschelaandrijving (Verzweiger Antrieb) en de E10 300 kreeg een SSW-cardanaandrijving (Kardan-Gummiringfederantrieb).
In juni 1965 werden op de Internationale Verkehrsausstellung (IVA) in München de vier prototypes voorgesteld. Van deze locomotieven waren er twee uitgerust met Henschelaandrijving en twee uitgerust met SSW-cardanaandrijving. De kopvorm van de locomotief werd bij de TH Hannover in de windtunnel ontwikkeld.
Na deze proefserie, die aanvankelijk talrijke motorproblemen kende, volgde een uiteindelijke serie van 145 locomotieven die technisch verschilde van de proefserie, ook omdat de DB inmiddels een krachtigere locomotief wenste. De hele serie werd tussen 1970 en 1974 in gebruik genomen. Vanaf 1997 werden deze locomotieven afgevoerd en vervangen door locomotieven van de serie 101.
De locomotief heeft een stalen frame. In de draaistellen wordt elke as door een elektrische motor aangedreven. Met een uurvermogen van 10.400 kW (13.900 pk) geldt de 103 nog steeds als een van de sterkste (elektrische) locomotieven met een enkelvoudig frame ter wereld. Vrijwel alle bekende modelspoorfabrikanten hebben een model van de Baureihe 103 in hun assortiment.

## Nummering
De locomotieven zijn door de Deutsche Bundesbahn (DB) als volgt genummerd.
- E03 001 – 004: prototype, na 1968 vernummerd in 103 001 – 004
- 103 101 – 245: serie

In maart 2014 waren vier locomotieven nog actief voor extra treinen en als vervangende locomotief voor reguliere treinen. Voor tentoongestelde locomotieven in musea en als onderdelenleverancier ('plukloc') zijn twaalf locomotieven beschikbaar, waarvan twee nog rijvaardig.
- 103 113-7:[1] DB Fernverkehr, Frankfurt, voor reguliere treinen
- 103 222-6:[2] DB Systemtechnik, voor proef- en meetritten
- 103 235-8:[3] DB Fernverkehr, Frankfurt, voor reguliere treinen
- 103 245-7:[4] DB Fernverkehr, München, voor reguliere treinen

Rijvaardig, maar niet in actieve dienst en/of niet toegelaten:
- 103 184-8: DB Fernverkehr, Köln
- 103 226-7: DB Museum

## Treindiensten
De locomotieven werden door de DB ingezet voor snelle reizigerstreinen zoals Intercitytreinen en TEE-treinen. Na de treinramp bij Eschede met een ICE-treinstel namen de locs ook die diensten over van de hogesnelheidstreinen van de InterCityExpress. Later gaf men de serie ook wel reizigerstreinen voor de kortere afstanden.